# Nguyễn Khắc Hưng (chính khách)
Nguyễn Khắc Hưng (sinh năm 1955) là chính trị gia người Việt Nam. Nguyên Bí thư Tỉnh ủy Nam Định

## Lý lịch và học vấn
Nguyễn Khắc Hưng sinh ngày 18 tháng 5 năm 1955 tại xã Yên Tiến, huyên Ý Yên, tỉnh Nam Định;
Ông được kết nạp vào Đảng Cộng sản Việt Nam ngày 3 tháng 2 năm 1975 tại Đảng bộ Trung đoàn 60, Sư đoàn 305;

## Sự nghiệp
Nguyễn Khắc Hưng từng giữ các chức vụ; Phó Ban Tuyên giáo Thị uỷ Ninh Bình; Chánh Văn phòng Thành uỷ Nam Định; Thường vụ Thành uỷ, Trưởng Ban Tuyên giáo Thành uỷ Nam Định; Tỉnh uỷ viên, Chánh Văn phòng Tỉnh ủy Nam Định; Bí thư Huyện uỷ Mỹ Lộc, Uỷ viên Ban Thường vụ Tỉnh ủy, Bí thư Thành uỷ Nam Định.
Ngày 25/9/2010, Đại hội Đảng bộ tỉnh Nam Định lần thứ XVIII, nhiệm kỳ 2015-2020 đã bầu Nguyễn Khắc Hưng giữ chức vụ Phó Bí thư Tỉnh uỷ Nam Định.
Ngày 14/2/2015, Ban Chấp hành Đảng bộ tỉnh Nam Định đã bầu ông Nguyễn Khắc Hưng, Phó Bí thư Thường trực Tỉnh ủy giữ chức Bí thư Tỉnh ủy Nam Định nhiệm kỳ 2015-2020.
Sáng ngày 6/3/2015, ông Tô Huy Rứa đã trao quyết định số 1762QĐ-NSTW của Bộ Chính trị, chuẩn y ông Nguyễn Khắc Hưng, Phó Bí thư Tỉnh ủy Nam Định, giữ chức vụ Bí thư Tỉnh ủy Nam Định nhiệm kỳ 2010-2015.
Sau Đại hội đại biểu Đảng bộ tỉnh Nam Định lần thứ XIX, nhiệm kỳ 2015 - 2020, ngày 24/9/2015, ông Nguyễn Khắc Hưng nghỉ hưu theo chế độ.

## Khen thưởng
- Huy hiệu 40 năm tuổi Đảng;[1]
- Huy chương Kháng chiến chống Mỹ hạng Nhì;[1]
- Huân chương Chiến sĩ vẻ vang hạng Ba;[1]
- Huân chương Lao động hạng Ba;[1]
- Huân chương Hữu nghị Việt - Lào.[1]